# Schahāda

Schahāda

Die Schahāda (arabisch الشهادة, DMG aš-šahāda ‚Zeugnis, Bezeugung‘), auch Taschahhud (arabisch تشهد, DMG tašahhud) genannt, ist das Glaubensbekenntnis des Islams, das die erste der fünf Säulen des Islam bildet.
Die Bedeutung der Schahāda, die als solche im Koran nicht vorkommt, wird erst in einem auf den Propheten Mohammed zurückgeführten Ḥadīṯ hervorgehoben: „Wenn der Diener [Gottes] sagt: ‚Es gibt keinen Gott außer Gott‘, dann spricht der erhabene Gott: ‚Meine Engel, mein Diener weiß, dass er keinen anderen Herrn außer mir hat. Ihr seid meine Zeugen, dass ich ihm [deshalb] vergeben habe.‘“

## Aufbau
Der Wortlaut der Schahada wird auch als Kalima bezeichnet.
- Lā ilāha illā ʾllāh(u) لا إله إلا الله: „Es gibt keinen Gott außer Gott“  ist der erste Teil des Glaubensbekenntnisses und kommt in dieser Form im Koran an zwei Stellen vor: in Sure 37:35 und in Sure 47:19. „So wisse, dass kein Gott ist außer Gott!“ „Sei dir nun dessen bewußt, daß es keinen Gott gibt außer Gott …“ Welche Bedeutung dieser erste Teil des Glaubensbekenntnisses als Bekräftigung des Tauhīd im Islam hat, bestätigen neben der Traditionsliteratur die islamischen Prophetenlegenden aus dem 8. Jahrhundert. Denn bereits Noah (arab. Nūḥ) soll seinen Söhnen zwei Befehle und zwei Verbote erteilt haben: Die Befehle waren, sich zu bekennen zu: a) „es gibt keinen (Gott) außer Gott“, b) „Lob sei Gott“ – wie es auch zu Beginn der Fātiha steht. Die Verbote waren: a) Götzendienerei (Schirk), b) Arroganz (kibr).[2] In der Forschung wird auch angenommen, dass der Ursprung dieses ersten Teiles der Bekenntnisformel möglicherweise auf samaritanische Vorbilder zurückzuführen ist.[3]

Der zweite Teil des Glaubensbekenntnisses ist die Bestätigung Mohammeds als Gesandter Gottes:
- Muḥammadun rasūlu ʾllāh(i) – محمد رسول الله – „Mohammed ist der Gesandte Gottes“. In dieser Form wird Mohammed in Sure 48, Vers 29 genannt; inhaltlich vergleichbar sind damit auch: Sure 3, Vers 144; Sure 33, Vers 40 und Sure 63, Vers 1.[4]

Somit spricht man im islamischen Recht und in der Theologie von den zwei Glaubensbekenntnissen: asch-schahadatan الشهادتان / aš-šahādatān, oder vom Ausdruck des Monotheismus kalimat at-tauhid / كلمة التوحيد / kalimatu ’t-tauḥīd.
Die Schiiten fügen meist noch einen dritten Satz hinzu:
- ʿAlīy walīyu ʾllāh(i) – علي ولي الله – Ali „ist der Freund Gottes“[6]

Die oben dargestellte Form der Schahāda ist allerdings das Ergebnis ritualrechtlicher Kompromisse unter den Gelehrten der Rechtsschulen, denn gemäß Überlieferungen in der Traditionsliteratur soll Mohammed gelehrt haben:

„Die Grüße gelten Gott, wie auch die Segenswünsche und die guten Dinge. Friede sei mit dir, Prophet, und Gottes Erbarmen und sein Segen. Friede sei mit uns und mit den frommen Gottesdienern. Ich bezeuge … usw.“

Die islamischen Rechtsschulen greifen hierbei auf unterschiedliche Überlieferungsvarianten im Wortlaut des angeblichen Prophetenspruches zurück. Sie sind sich aber ritualrechtlich einig darüber, dass die obige Grußform keinen Pflichtteil im Gebetsritual darstellt.

## Gebetsritual
Beim Gebetsruf (Adhān) werden nach dem viermaligen Takbīr beide Teile der Schahāda, eingeleitet mit aschhadu an bzw. anna أشهد أن „Ich bezeuge, dass …“, jeweils zweimal gesprochen.
Die Schahāda im Adhān lautet: Aschhadu an lā ilāha illā ʾllāh (zweimal). Aschhadu anna Muhammadan rasūlu ʾllāh (zweimal). Hayya ʿalā s-salāt (zweimal). Hayya ʿalā l-falāh (zweimal). „Ich bezeuge, dass es keinen Gott außer dem (einzigen) Gott gibt (zweimal). Ich bezeuge, dass Muhammad der Gesandte Gottes ist (zweimal). Eilt zum Gebet (zweimal). Eilt zur Seligkeit (zweimal).“

## Sakralbau
Die Schahāda erscheint in einem Sakralbau erstmals in der Außeninschrift am Felsendom aus dem Jahr 691/692 in ihrer Kombination mit der Basmala wie folgt:
لا اله إلا الله وحده لا شريك له محمد رسول الله / lā ilāha illā ʾllāhu waḥdahu lā šarīka la-hu Muḥammadun rasūlu ʾllāh(i) / ‚Es gibt keinen Gott außer Gott allein, er hat keinen Teilhaber (an der Herrschaft), Mohammed ist der Gesandte Gottes‘. Einmal mit der Ergänzung durch die gekürzte Eulogie nach: „der Gesandte Gottes“: ṣallā ʾllāhu ʾalaihi: „(Möge) Gott ihn segnen“. Der Satzteil „er hat keinen Teilhaber (an der Herrschaft)“ ist koranisch; in Sure 6, Vers 163 heißt es: „Er hat keinen Teilhaber (an der Herrschaft). Dies (zu bekennen) wurde mir befohlen.“

## Profaner Bereich
Im profanen Leben erscheint die Schahāda auf umayyadischen Münzen bereits gegen 705–714 und auch etwas später. Auf der Vorderseite (oder am Rand) steht: lā ilāha illā ʾllāh …; auf der Rückseite: Muḥammad rasūlu ʾllāhi; am Rand steht das Prägungsdatum.
Eine Variante der Schahāda ist in einem Protokoll auf Papyrus, aus dem Jahr 705 in folgendem Wortlaut, wie am Felsendom, dokumentiert:
lā ilāha illā ʾllāhu waḥdahu lā šarīka la-hu Muḥammadun rasūlu ʾllāhi – dies in Anlehnung an Sure 6, Vers 163: lā šarīka la-hu: „Er hat keinen Teilhaber (an der Herrschaft)“.

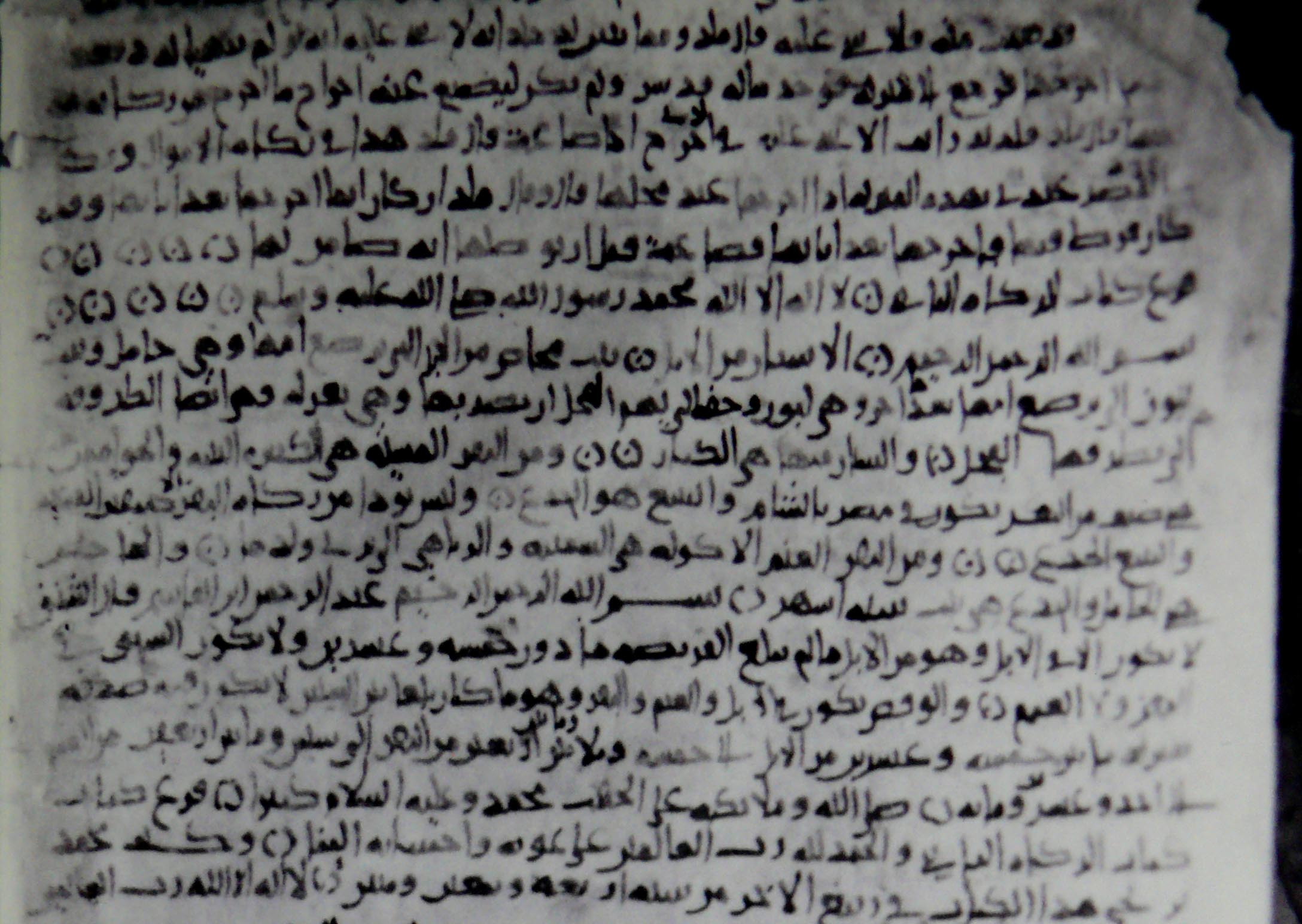
Arabische Handschrift (Januar 907)

Eine ähnliche Variante steht in einem Handschriftenfragment – datiert auf Rabīʿ II. 294 / Januar 907 in der letzten Zeile der Reproduktion –, das in Zeile 6, am Ende des 2. Buches über Zakāt, die Schahāda mit der Eulogie ergänzt: lā ilāha illā ʾllāh Muḥammadun rasūlu ʾllāhi ṣallā ʾllāhu ʿalaihi wa-sallam.
Der erste Teil des Glaubensbekenntnisses erscheint in einem Schreiben des Statthalters von Ägypten Qurra ibn Scharīk (gest. Oktober–November 714), datiert auf Juli 710 wie folgt: ahmadu ʾllāha alladhī lā ilāha illā huwa / أحمد الله الذي لا إله إلا هو / aḥmadu ʾllāha ʾllaḏī lā ilāha illā huwa / ‚ich lobpreise Gott, außer dem es keinen (anderen) Gott gibt‘.
Dass die Schahāda im profanen Bereich bis in die letzten Jahrzehnte des 8. Jahrhunderts keine endgültige Form angenommen hatte, zeigt eine Felsinschrift aus dem zentralen Negev, die wie im obigen Protokoll auf Papyrus formuliert und – diesmal mit dem Zusatz: wa-ʿabduhu „sein Diener“ – auf das Jahr 780–781 datiert ist.
In einer weiteren Felsinschrift in dieser Region wird in der Bekundung des Glaubensbekenntnisses neben dem Namen Mohammeds auch ʿĪsā ibn Maryam, Jesus, Sohn der Maria, genannt. Anschließend wird der Gedanke des ausgeprägten Monotheismus nach Sure 112, Vers 3 zum Ausdruck gebracht: „er bezeugt, daß Gott ein Einziger (ist), Gott der Herrscher, er zeugt (!) nicht und ist nicht gezeugt worden. Geschrieben hat er es im Jahre 197“ (d. i. 812–813).
Epigraphische Funde südlich von Medina aus dem späten 8. Jahrhundert belegen, dass man die obige Variante der Schahāda auch in der 3. Pers. Sing. formuliert hatte; ihr geht dann der Name des Urhebers voraus. Am Ende wird nach dem Namen des Propheten die Eulogie hinzugefügt:

Das Glaubensbekenntnis ist der Schriftzug auf der Flagge von Saudi-Arabien, dem Staat, dessen Territorium die Heimat des Propheten Mohammed einschließt.

عتيق بن يعقوب بن صديق بن موسى بن عبد الله بن الزبير يشهد ألا إله إلا الله وحده لا شريك له وأن محمدا رسول الله صلى الله عليه وسلم / ʿAtīq b. Yaʿqūb b. Ṣudaiq b. Mūsā b. ʿAbd Allāh b. az-Zubair yašhadu allā ilāha illā ʾllāh waḥdahu lā šarīka la-hu wa-anna Muḥammadan rasūlu ʾllāhi ṣallā ʾllāhu ʿalaihi wa-sallam: ʿAtīq ibn Yaʿqūb … usw. bezeugt, dass … usw. – Der Urheber ist biographisch bekannt, er war einer der Schüler von Mālik ibn Anas in Medina.

## Sufismus
In Dhikr-Zeremonien und der Gebets- bzw. Ritualpraxis im Sufismus wird bisweilen eine Formel gebraucht, die den ersten Teil Schahāda enthält, aber mit „außer ihm“ endet:
- „Es gibt keine(n) Gott(heit) außer ihm“ (lā ilāha illā huwa لا اله الا هو).

Eine weitere abweichende Formel lautet:
- „Es gibt Gott“ bzw. „Es gibt nichts, sondern nur den Einen (die Einzigkeit; arabisch tauhīd)“.

## Abendländische Kunst

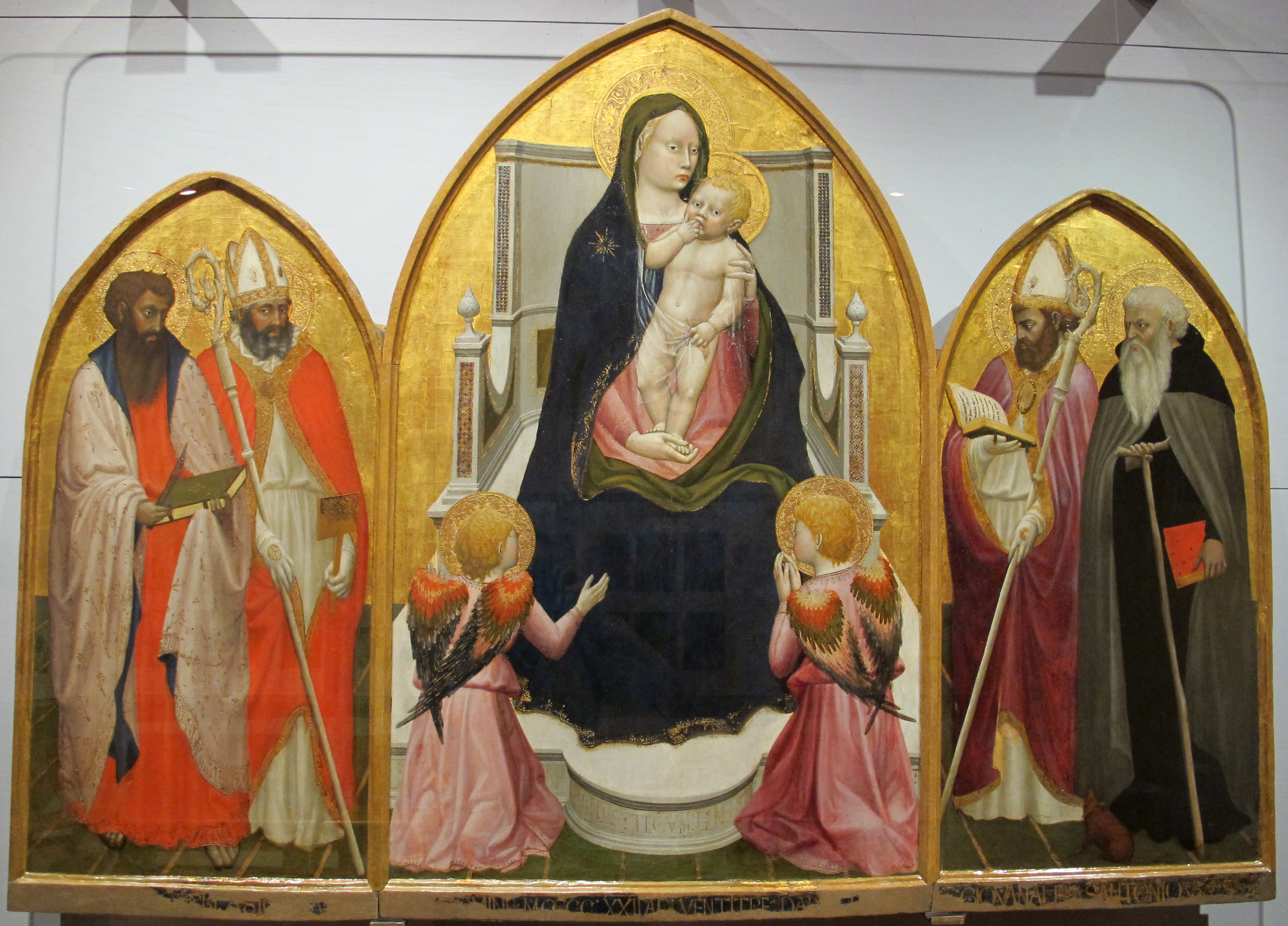
Masaccio: Triptychon von San Giovenale

Auf dem Weg von Florenz nach Arezzo in einer kleinen Kirche von San Giovenale a Cascia identifizierte der italienische Denkmalpfleger Luciano Berti ein bis dahin unbekanntes Werk, ein Triptychon des Begründers der Frührenaissance-Malerei Masaccio (1401–1428). Einige Jahre später hat man den deutschen Orientalisten Rudolf Sellheim auf das publizierte Bild der Madonna mit dem Heiligenschein aufmerksam gemacht, der darin orientalische (arabische) Schriftzüge ausmachte. Das Phänomen an sich, arabische Schriftzeichen, auch in entfremdeter Form und bis zur Unkenntlichkeit entstellt, zu verwenden, ist seit dem 11. Jahrhundert in der mittelalterlichen Kunst – in der Buch-, Glas-, Tafel- und Wandmalerei bekannt. Sellheim zufolge zeigt Masaccio im Heiligenschein der Madonna das islamische Glaubensbekenntnis – allerdings spiegelverkehrt.
Die Arbeit trägt das Datum 23. April 1422. Es wird angenommen, dass Masaccios Werk ursprünglich in der Brancacci-Kapelle von Santa Maria del Carmine aufgestellt war. Sellheim verortete das Werk im Kontext einer florentinischen diplomatischen Mission nach Kairo unter Felice Brancacci und Carlo Federighi 1423. Sellheim zufolge sei die Schahāda und die Ligatur von Allah in ihrer Kombination der Buchstaben Alif – Lām – Lām – Hāʾ in der Ornamentik jener Zeit mehrfach verwendet worden.
Jüngere Forschung bestreitet aber, dass es sich bei arabisch anmutenden Schriftzeichen in Werken etwa von Cimabue, Duccio, Giotto wie auch Masaccio um lesbare arabische Schrift handelt.